# Polifónia
A polifónia (gör.: sokhangúság, sokféle hangzás) vagy polifon szerkesztés a zenében a homofóniával szembeállított fogalom. Olyan többszólamú zenét, zenei szerkesztésmódot jelöl, amelyben elsődleges fontosságot kap az egyes szólamok önállósága, amely elsősorban abban mutatkozik meg, hogy – a homofóniával ellentétben – nincs dallam-kíséret viszony a szólamok között, hanem a szólamok közel egyenlő arányban részesednek a vezető és az alárendelt szerepből, miközben megtartják dallami és ritmikai függetlenségüket a többi szólamtól.
A polifónia alapja az ellenpont, az önálló szólamok egymással való szembeállításának, egymást kiegyensúlyozó, kiegészítő összeszerkesztésének művészete, amelynek máig érvényes szabályai a reneszánsz vokális zene nagy alkotómesterei, elsősorban Josquin des Prez, Palestrina és Lassus zeneszerzői műhelyében születtek meg.
A polifóniában az a törekvés figyelhető meg, hogy minden szólam egy-egy önállóan is értelmezhető dallamot szólaltasson meg, s ezen dallamok együttes hangzásában a harmóniák nem mint vezérlő elv, hanem mint következmény jelennek meg. (Ezzel szemben a homofóniában a szólamok jellemzően azonos vagy hasonló ritmusban mozognak, egyetlen vezető szólamnak, illetve dallamnak alárendelve, és a zene ezen szólam és a kísértére rendelt akkordok, harmóniák kettősségeként értelmezhető.)
A klasszikus értelemben vett polifónia a kései középkor zenéjében alakult ki, első virágkora a reneszánsz vokális polifónia. A korai barokkban a polifónia ismét háttérbe szorul, azonban az érett barokkban (különösen Johann Sebastian Bach művészetében) története újabb csúcspontját éri el. A későbbi korok zenéjében a klasszicizálás egyik legfontosabb zeneszerzői eszköze.
A polifon komponálás a zeneszerzői tudás egyik legfontosabb próbaköve, az elméleti alapjait képező klasszikus ellenpont oktatása pedig mind a mai napig fontos része a zeneszerzők, karmesterek, zenetudósok képzésének.

## Lásd még
- Ellenpont
- Homofónia
- Mikropolifónia
- Heterofónia